# Stenothericles bolivari
Stenothericles bolivari is een rechtvleugelig insect uit de familie Thericleidae. De wetenschappelijke naam van deze soort is voor het eerst geldig gepubliceerd in 1899 door Burr.